# زنگلانلو

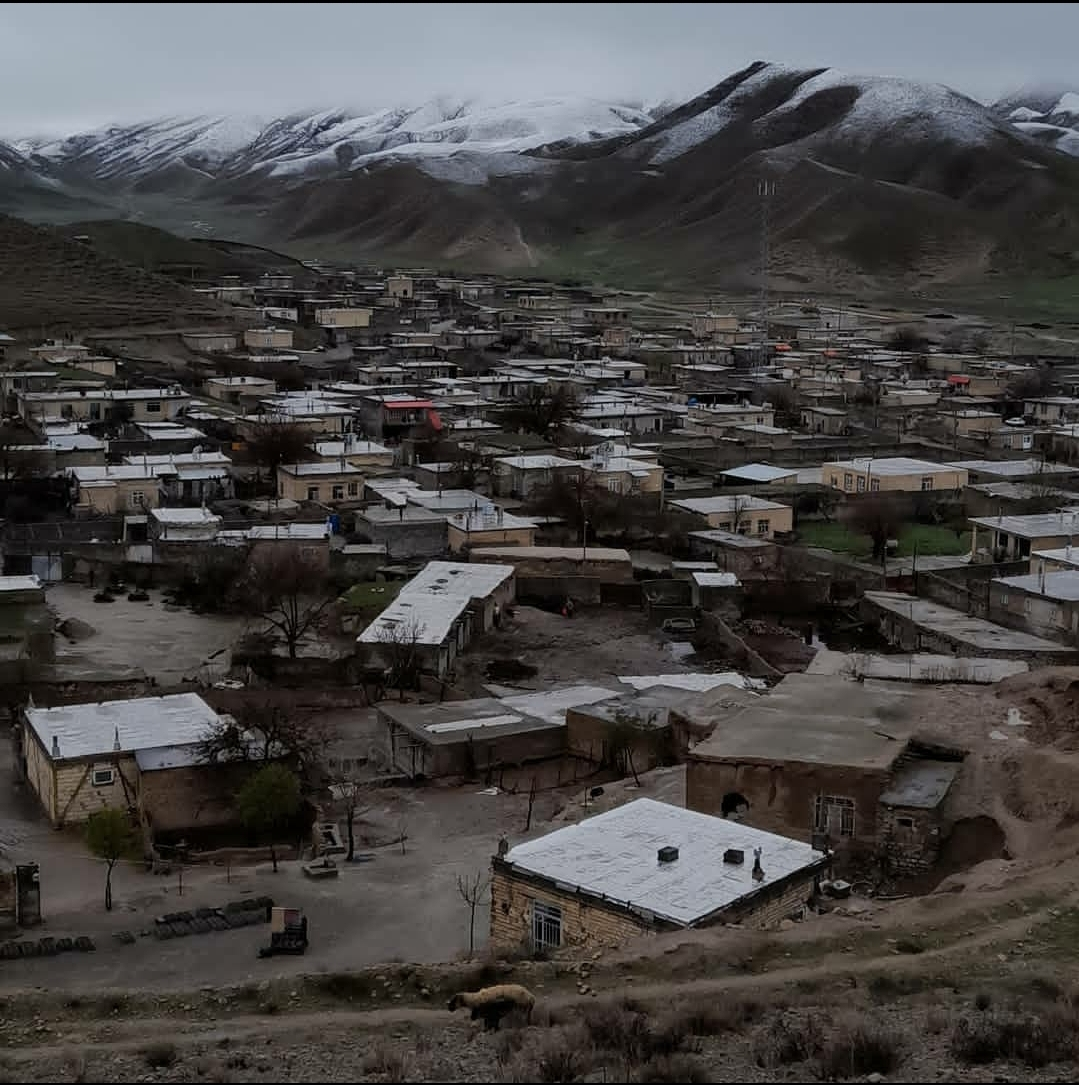
تصویر روستا از بالای کوه سال ۱۴۰۰

زنگلانلو، روستایی از توابع بخش لطف‌آباد شهرستان درگز در استان خراسان رضوی ایران است.
شغل اصلی مردوم کشاورزی و دامداری است، و با شهر درگز ۴۰ کیلومتر فاصله دارد.

## جمعیت
این روستا در دهستان زنگلانلو قرار دارد و براساس سرشماری مرکز آمار ایران در سال ۱۳۸۵، جمعیت آن ۸۰۲ نفر (۱۸۷خانوار) بوده‌است.